# 村山滋
村山 滋（むらやま しげる、1950年2月27日 - ）は、日本のの航空技術者、実業家。川崎重工業元社長、会長。

## 経歴・人物
大阪府出身。1974年に京都大学大学院航空工学科修士課程を修了し、川崎重工業に入社した。
技術者としてはヘリコプターを主に担当し、OH-1などの開発に携わった。2003年から2005年までに新明和工業に出向し、のちのUS-2の開発に従事。
2010年6月からは川崎重工の代表取締役常務、2013年から同社社長に就任し、三井造船（現・三井E&S）との経営統合を白紙にした。2016年から2020年までに会長を務めた。2020年から特別顧問。2020年6月から株式会社ニコン社外取締役。
2020年5月から2022年5月まで日本航空宇宙工業会会長を務めていた。
2022年5月26日から日本防衛装備工業会会長を務める。